# Regio VI Umbria

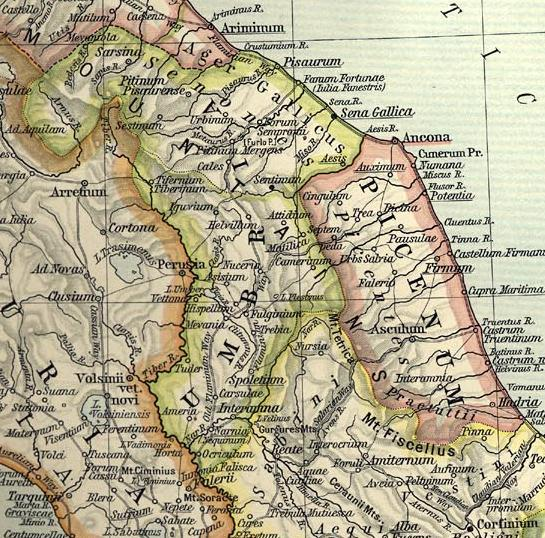
Carte de la Regio V Picenum et VI Umbria

Regio VI Umbria est la sixième région organisée par l'empereur romain Auguste lors du partage de l'Italie au Ier siècle av. J.-C.

## Dénomination
Bien qu'à l'époque d'Auguste les régions n'aient pas de nom officiel, la région est connue aujourd'hui sous le nom de Regio VI Umbria. parfois elle est aussi dénommée Regio VI Umbria et ager Gallicus, pour la simple raison que dans le territoire régional était incorporé l'ager Gallicus, le territoire que les Romains avaient conquis aux dépens des Sénons.

## Territoire
Le territoire régional correspond partialement à l'actuelle région de l'Ombrie car à l'époque il n'incluait pas la « Etruria tiberina », c'est-à-dire le territoire situé sur la droite du Tibre (Pérouse, Orvieto). Il comprend en revanche une partie des Marches actuelles (au nord du fleuve Esino, la zone appelée « ager Gallicus ») ainsi que quelques zone de l'actuelle Romagne (Sarsina) et Toscane (Sestino). La ville d'origine ombrienne de Ariminum (Rimini), colonie de droit latin déduite en 268 av.J.-C., bien qu'étant à l'extrémité nord de l'ager Gallicus, a été exclue de la Regio VI et incluse par Auguste dans la Regio VIII Aemilia.
Une description du territoire de la Regio VI est présente dans Naturalis Historia de Pline l'Ancien avec la liste des villes qui avec leurs territoires constituaient la région.

« (la) Iungetur his sexta regio Umbriam conplexa agrumque Gallicum citra Ariminum »

— (fr) Nous ajouterons à celle-ci la sixième région qui comprend l'Ombrie et le territoire des Gaulois en deçà de Rimini.

## Cités de la Regio VI
La Regio VI englobait le territoire de nombreuses villes des fondations ombrienne, gauloise et romaine. Pline l'Ancien énumère 44 villes ainsi que d'autres localités de moindre importance ; de ces cités, aujourd'hui vingt cinq appartiennent à la région Ombrie et 16 à la région Marches, 2 a l'Émilie-Romagne et 1 à la Toscane :
| Nom latin                   | Nom ombrien | Nom actuel                                            | Zone          | Région actuelle | Fondation | Tribu               | Note                                                                                        |
| --------------------------- | ----------- | ----------------------------------------------------- | ------------- | --------------- | --- | ------------------- | ------------------------------------------------------------------------------------------- |
| Aesis                       |             | Jesi                                                  | ager Gallicus | Marches         | colonie romaine en 247 av.J.-C. | Pollia              |                                                                                             |
| Ameria                      | Amer        | Amelia                                                |               | Ombrie          | Ombrienne |                     |                                                                                             |
| Arna                        |             | Civitella d'Arna, frazione de Pérouse                 |               | Ombrie          | Ombrienne |                     |                                                                                             |
| Asisium                     |             | Assisi                                                |               | Ombrie          | Ombrienne | Sergia              |                                                                                             |
| Attidium                    | Atiersium   | Attiggio, près de Fabriano                            |               | Marches         | Ombrienne | Lemonia             |                                                                                             |
| Camerinum                   | Kamars      | Camerino                                              |               | Marches         | Ombrienne | Cornelia            |                                                                                             |
| Carsulae                    |             | près de San Gemini                                    |               | Ombrie          | |                     |                                                                                             |
| Corculon                    | Falisci     | Montefalco                                            |               | Ombrie          | Ombrienne |                     |                                                                                             |
| Fanum Fortunae              | -           | Fano                                                  | ager Gallicus | Marches         | | Pollia              | Colonia Julia Fanestris                                                                     |
| Forum Flaminii              |             | San Giovanni Profiamma, frazione de Foligno           |               | Ombrie          | Fondée en 220 av.J.-C. par le censeur Caius Flaminius Nepos pendant la construction de la via Flaminia                                |                     |                                                                                             |
| Forum Julii Concupiensium   |             | près de Pietralunga                                   |               | Ombrie          | |                     | Élevée au rang de municipium à l'époque d'Auguste                                           |
| Forum Sempronii             | -           | près de Fossombrone                                   | ager Gallicus | Marches         | fondation romaine sur un ancien habitat picéen                                                                                        | Pollia              |                                                                                             |
| Fulginium, Fulginia         | Fulkinion   | Foligno                                               |               | Ombrie          | fondation ombrienne, vers 1480 av.J.-C.                                                                                               | Cornelia            |                                                                                             |
| Hispellum                   |             | Spello                                                |               | Ombrie          | Ombrienne | Lemonia, puis Julia | Splendidissima colonia Julia                                                                |
| Iguvium                     | Ikuvium     | Gubbio                                                |               | Ombrie          | Ombrienne | Clustumina          |                                                                                             |
| Interamna Nahars            |             | Terni                                                 |               | Ombrie          | fondation ombrienne 672 av.J.-C. |                     |                                                                                             |
| Matilica                    |             | Matelica                                              |               | Marches         | | Cornelia            |                                                                                             |
| Mevania                     |             | Bevagna                                               |               | Ombrie          | Ombrienne | Æmilia              |                                                                                             |
| Mevaniola                   |             | près de Galeata                                       |               | Émilie-Romagne  | Ombrienne | Stellatina          |                                                                                             |
| Narnia Nahars               | Nequinum    | Narni                                                 |               | Ombrie          | fondée par les Umbri sous le nom de Nequinum, détruite par les romains, elle a été reconstruite par ceux-ci sous le nom Narnia Nahars | Papiria             |                                                                                             |
| Nuceria Camellaria          |             | Nocera Umbra                                          |               | Ombrie          | Ombrienne |                     |                                                                                             |
| Nuceria Favoniense          |             | Pievefanonica près de Capodacqua, frazione de Foligno |               | Ombrie          | |                     |                                                                                             |
| Ocriculum                   |             | près de Otricoli                                      |               | Ombrie          | Ombrienne |                     |                                                                                             |
| Ostra                       | -           | près de Ostra Vetere                                  | ager Gallicus | Marches         | fondation romaine | Pollia              |                                                                                             |
| Pisaurum                    | -           | Pesaro                                                | ager Gallicus | Marches         | colonie romaine fondée nen 184 av.J.-C.                                                                                               | Stellatina          | À l'époque du triumvirat et d'Auguste, la ville prit le nom de colonia Iulia Felix Pisaurum |
| Pitinum Mergens             | -           | près de Acqualagna                                    |               | Marches         | | Clustumina          |                                                                                             |
| Pitinum Pisaurense          | -           | près de Macerata Feltria                              | ager Gallicus | Marches         | | Oufentina           |                                                                                             |
| Plestia                     |             | Colfiorito, frazione de Foligno                       |               | Ombrie/Marches  | Ombrie | Oufentina           |                                                                                             |
| Sarsina                     |             | Sarsina                                               |               | Émilie-Romagne  | Ombrienne | Pupinia             |                                                                                             |
| Sena Gallica                | -           | Senigallia                                            | ager Gallicus | Marches         | colonia maritima fondée par les romains en 283 av.J.-C. sur un précédent habitat sénon                                                | Pollia              |                                                                                             |
| Sentinum                    |             | près de Sassoferrato                                  |               | Marches         | | Lemonia             |                                                                                             |
| Sestinum                    |             | Sestino                                               |               | Toscane         | | Clustumina          |                                                                                             |
| Spoletium                   |             | Spoleto                                               |               | Ombrie          | Ombrienne, la colonie romaine a été fondée en 241 av.J.-C.                                                                            | Horatia             |                                                                                             |
| Suasa                       | -           | près de Castelleone di Suasa                          | ager Gallicus | Marches         | fondation romaine | Camilla             | dite parfois Suasa Senonum                                                                  |
| Suillum                     |             | près de Sigillo                                       |               | Ombrie          | |                     | municipium romain                                                                           |
| Tadinum                     |             | Gualdo Tadino                                         |               | Ombrie          | Ombrienne |                     |                                                                                             |
| Tifernum Metaurense         |             | près de Sant'Angelo in Vado                           |               | Marches         | | Clustumina          |                                                                                             |
| Tifernum Tiberinum          |             | Città di Castello                                     |               | Ombrie          | | Clustumina          |                                                                                             |
| Trebia ou Lucana Trebiensis |             | près de Trevi                                         |               | Ombrie          | | Æmilia              |                                                                                             |
| Tuder                       | Tular       | Todi                                                  |               | Ombrie          | Ombrienne | Clustumina          |                                                                                             |
| Tuficum                     |             | Borgo Tufico, près de Fabriano                        |               | Marches         | | Oufentina           |                                                                                             |
| Urvinum Hortense            |             | près de Collemancio, frazione de Cannara              |               | Ombrie          | Romaine |                     |                                                                                             |
| Urvinum Metaurense          |             | Urbino                                                |               | Marches         | | Stellatina          | dite parfois Urvinum Mataurense                                                             |
| Vettona                     |             | Bettona                                               |               | Ombrie          | Ombrienne |                     |                                                                                             |

## La réforme de Dioclétien
Avec la réforme des divisions administratives de l'Italie en 300 ap. J.-C. l'empereur Dioclétien, adosse une grande partie de la Regio VI Umbria à la Regio VII Etruria constituant ainsi la VIe province dénommée Tuscia et Umbria ou après quelques siècles, Tuscia, et unit la partie orientale au Regio V Picenum afin de constituer la Regio VII Flaminia et Picenum qui a été divisée par la suite en deux provinces Flaminia et Picena.

## Viabilisation
Le territoire était traversé par de nombreuses routes romaines qui reliaient les diverses cités et vallées.

### Voies consulaires
- Via Flaminia : la voie consulaire principale partait de Rome, traversait les Apennins, atteignait la mer Adriatique au niveau de Fanum Fortunae et continuait vers le nord jusqu'à Ariminum.

### Routes secondaires
- Via Amerina depuis Ameria jusqu'à Ravenne,
- Via della Spina depuis Spoletium jusqu'à Plestia,
- Via di Helvillum depuis Helvillum longe la vallée de l'Esino, jusqu'à Ancône,
- Via Nucerina da Nuceria Camellaria longe la vallée du Potenza jusqu'à la mer Adriatique,
- Via Plestina depuis Fulginia jusqu'à Plestia et ensuite Picenum,
- Via Salaria Gallica, route de vallée qui partant de Forum Sempronii arrivait à Asculum reliant la Regio VI à la via Salaria dans le Picenum,
- Via Salaria Picena, route du littoral qui partant de Fanum Fortunae arrivait au Picenum reliant les villes côtières et la via Flaminia à la via Salaria.

## Sources
- (it) Cet article est partiellement ou en totalité issu de l’article de Wikipédia en italien intitulé « Regio VI Umbria » (voir la liste des auteurs).